# يعقوبية مائية
يعقوبية مائية أو شيخة مائية أو شيخة البرك (الاسم العلمي: Jacobaea aquatica)، نوع نبات من فصيلة النجمية.
إنها نبتة معمرة أو حَؤُول: تشكل النباتات الصغيرة وُرَيْدَة بالقرب من الأرض ، مما يؤدي في النهاية إلى إنتاج نبتة مُزهرة أطول مع العديد من رؤوس الزهور الصفراء الزاهية ، كل منها بزهيرات شعاعية بارزة. تنمو في المراعي الرطبة، خاصةً المضطربة منها.

## الجغرافيا الاحيائية
تستوطن اليعقوبية المائية في أوروبا. يمكن العثور عليها في جميع أنحاء القارة، باستثناء فنلندا وأوروبا الشرقية. هناك عدد قليل منه في الجزء الأوروبي من تركيا وفي سفالبارد.